# Himalaya-Flieder
Der Himalaya-Flieder (Syringa emodi) ist ein Strauch mit hell lilafarbenen bis weißen Blüten aus der Familie der Ölbaumgewächse (Oleaceae). Das natürliche Verbreitungsgebiet liegt in Indien, Nepal und Pakistan. Die Art wird häufig als Zierstrauch verwendet. 

## Beschreibung

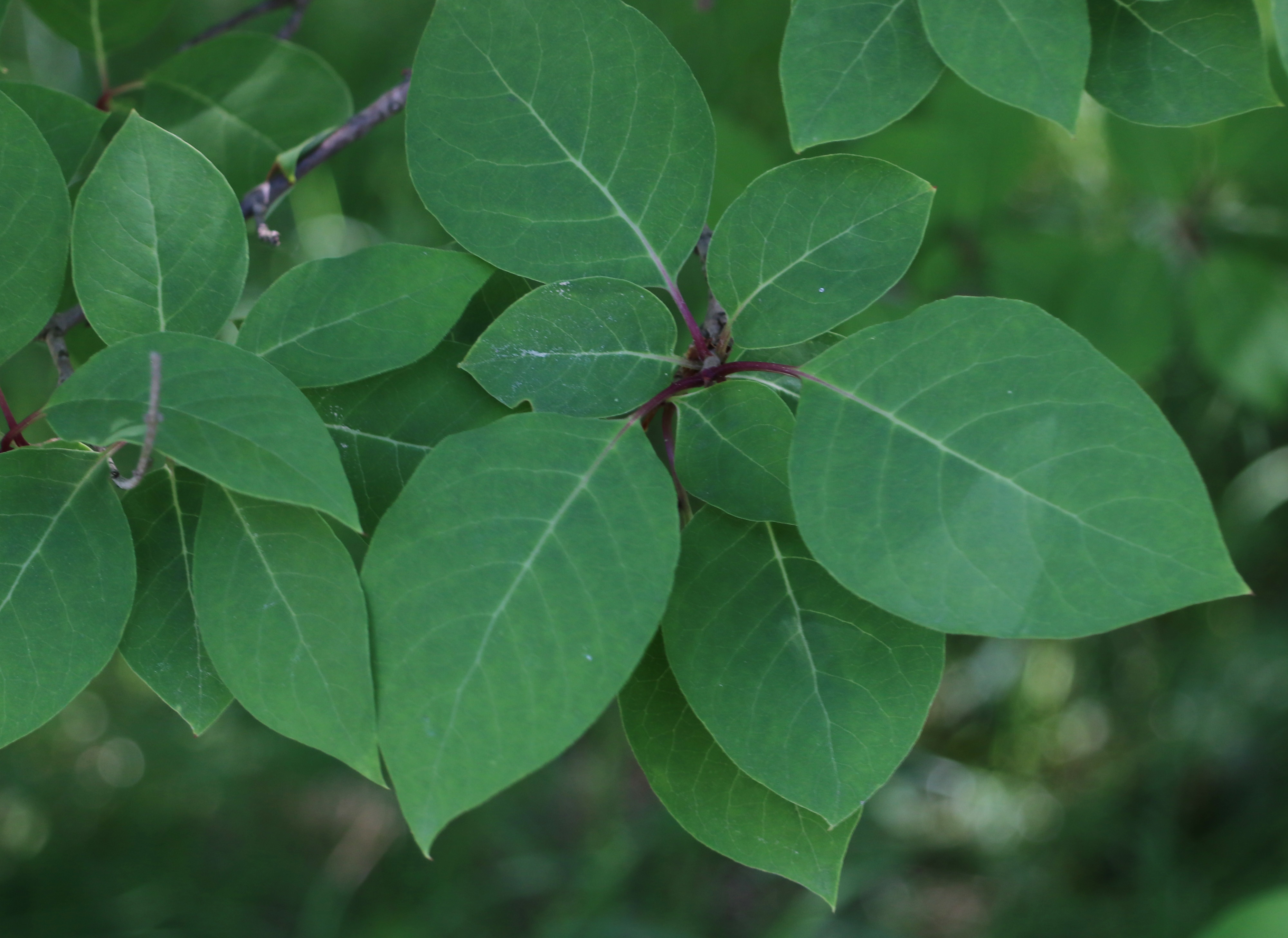
Blätter

Der Himalaya-Flieder ist ein 2 bis 5 Meter hoher, straff aufrechter Strauch mit dicken, bräunlichen oder dunkel olivgrünen und mit helleren Korkporen besetzten Zweigen. Endknospen sind vorhanden. Die Laubblätter sind in Blattstiel und Blattspreite gegliedert. Der Stiel ist 1 bis 1,5 Zentimeter lang, die Stielbasis ist violett. Die Blattspreite ist ledrig, einfach, bis zu 9 Zentimeter lang und 5 Zentimeter breit, ganzrandig, elliptisch bis länglich, kurz zugespitzt und mit verschmälerter Basis. Die Blattoberseite ist tiefgrün und kahl, die Unterseite ist dicht warzig, glatt, weißlich oder blaugrün und bei jungen Blättern leicht behaart. Die Blattadern sind hervorstehend.
Die duftenden Blüten wachsen in 8 bis 18 Zentimeter langen, dichten, ziemlich breiten und fein behaarten Rispen mit basal stehenden Blättern. Die Blütenkrone ist weiß bis lilafarben. Die Kronröhre ist schmal und etwa 8 Millimeter lang, die Kronzipfel sind kürzer, linealisch-länglich und zurückgeschlagen. Die Staubbeutel sind hervorragend. Als Früchte werden 15 Millimeter lange und 4 Millimeter durchmessende, zylindrische, leicht gebogene und zugespitzte, glatte oder etwas warzige Kapseln gebildet, die sich in zwei Hälften öffnen. Der Himalaya-Flieder blüht von Mai bis Juli, die Früchte reifen von September bis Oktober.

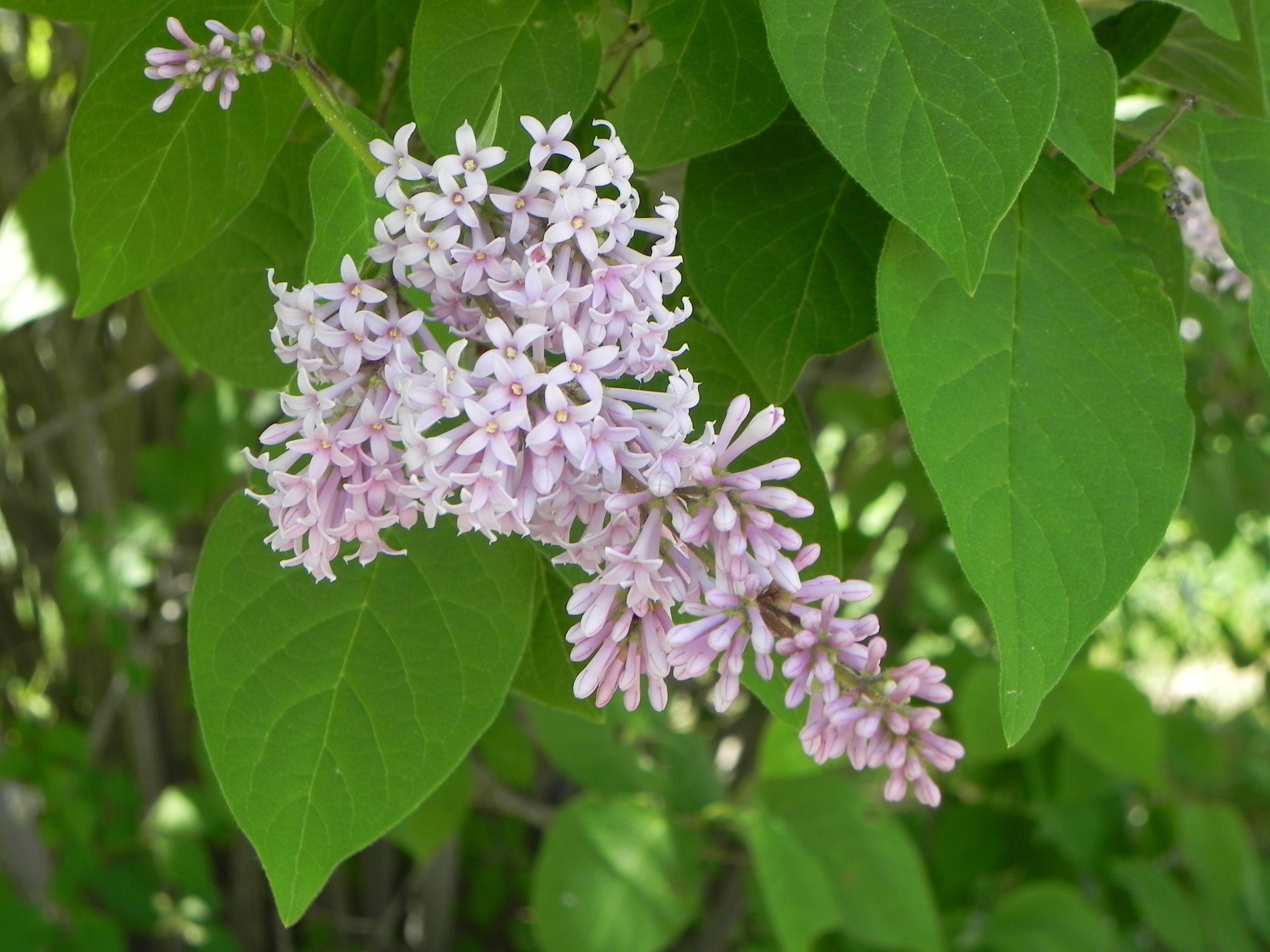
Himalaya-Flieder Blüten

## Verbreitung
Das natürliche Verbreitungsgebiet liegt in Asien in Nordwest-Indien, im Norden Pakistans, in Afghanistan und Nepal. Auch in Tibet (Jilang Xian) kommt er vor.
Der Himalaya-Flieder wächst in kühlfeuchten Wäldern auf schwach sauren bis alkalischen, humosen oder sandig-lehmigen Böden an sonnigen Standorten. Die Art ist wärmeliebend und meist frosthart. Sie wird der Winterhärtezone 5a zugeordnet mit mittleren jährlichen Minimaltemperaturen von −26,0 bis −23,4 °C. In Pakistan findet man die Art bis zur subalpinen Zone in Höhen von 2000 bis 3000 Metern.

## Systematik
Der Himalaya-Flieder (Syringa emodi) ist eine Art aus der Gattung der Flieder (Syringa) in der Familie der Ölbaumgewächse (Oleaceae). Dort wird sie der Tribus Oleeae zugeordnet. Die Art wurde von John Forbes Royle 1835 erstmals wissenschaftlich gültig beschrieben. Der Gattungsname Syringa wurde von Linné 1753 gewählt, zuvor ab dem 16. Jahrhundert wurde der Name sowohl für den Gemeinen Flieder (Syringa vulgaris) als auch für den Europäischen Pfeifenstrauch (Philadelphus coronarius) verwendet. Der Name kann wahrscheinlich von der griechischen „syrigs“ abgeleitet werden, einem Blasinstrument, das man aus den Ästen des Pfeifenstrauchs herstellen kann. Das Artepitheton emodi leitet sich von „Emodos“ ab, eine auf der Weltkarte des Ptolemaios verzeichnete Gebirgskette im Gebiet des Karakorum und Himalayas und verweist damit auf das Verbreitungsgebiet der Art im Himalaya. Nach R. Govaerts ist auch Syringa tibetica P.Y.Pai ein Synonym des Himalaya-Flieders und er kommt deshalb auch in Tibet vor.

## Verwendung
Der Himalaya-Flieder wird häufig aufgrund seiner dekorativen und duftenden Blüten als Zierstrauch verwendet. In Pakistan dienen seine Blätter auch als Nahrung für Ziegen.

## Nachweise